# Jeroným Klimeš
Jeroným Klimeš (* 3. dubna 1967 Prachatice) je český psycholog. Zabývá se převážně psychologií rodiny, církevně-pastorální psychologií. Dříve se zabýval i policejní psychologií a psychologií reklamy.

## Životopis
Pochází z Vlachova Březí, studoval na gymnáziu Vimperk. Roku 1990 získal titul magistra v oboru hydrogeologie a inženýrské geologie, roku 1996 v oboru klinické psychologie, roku 2002 pak doktorát (Ph.D.; PhDr.) ze sociální psychologie, vše na Karlově univerzitě v Praze.
V průběhu své profesní kariéry vyučoval policejní psychologii studenty v osmnáctiměsíčním pomaturitním studiu na střední policejní škole v Hrdlořezích, vyučoval etiku na 3. lékařské fakultě UK, posuzoval zájemce o osvojení dětí pro Městské centrum sociálních služeb Praha, zkoumal psychologické dopady neplodnosti, věnoval se psychologickému poradenství zaměřenému zejména na rodinné vztahy. Po zrušení oddělení náhradní péče při Městském centru přešel do výzkumu reklamních materiálů pomocí oční kamery u firmy Dimar.
Následně odletěl na studijní pobyt na universitu Texas (Austin). Po návratu se oženil, zplodil dceru a dostal lymfom, který přežil. Od té doby je členem dozorčí rady pacientského sdružení Lymfomhelp.
Pracoval deset let jako konzultant pro veřejného ochránce práv, pět let jako poradce ministra práce a sociálních věcí a šest let vyučoval psychologii na Filozofické fakultě UK. Dnes[kdy?] se věnuje především partnerskému poradenství a přednáškové činnosti.

### Rodina a osobní život
Od roku 2004 je ženatý a má tři děti. Mezi jeho kratochvíle patří programování a hudba. Hraje na klavír, varhany a trumpetu. Pro své děti píše jednoduché doprovody pro klavír. V rámci samostudia hebrejštiny naprogramoval a provozuje GNU-GPL hebrejsko-český slovník.

## Názory
Jako římskokatolický křesťan se kriticky a angažovaně účastní církevního života. Čeští biskupové podle Klimeše jen udržují církev v chátrání. Je dlouhodobým odpůrcem povinného celibátu, který je podle něj jednou z příčin nedostatku kněží. Podporuje svěcení ženatých mužů na kněze, pro kněžské svěcení žen však podle něj doba ještě nedozrála. Vyslovil se také proti církevním restitucím.

## Dílo
Diplomovou práci z hydrogeologie na Přírodovědecké fakultě UK v roce 1990 napsal na téma Metodologie vyhledávání vody pro výlučně pitné účely s příkladem aplikace v Káraném.
V roce 1991 navrhl úspornou metodu transkripce anglické výslovnosti pro výuku.
V roce 1996 napsal na katedře psychologie UK Praha diplomovou práci Psychologie člověka v poli katolické morálky, kde se zabýval mimo jiné i problematikou celibátních selhání a sexuální závislosti kněží a náboženskou konverzí církevně angažovaných lidí pryč od víry a z církve. V roce 1997 napsal práci o axiomatické výstavbě morální terminologie (rozvedená kapitola z diplomové práce).
Z oblasti policejní psychologie napsal například v roce 1998 analýzu dvou demonstrací ekoaktivistů či se zabýval korupcí policistů (1998, 2004).
Ve své disertační práci se zabýval teorií reakce na ambivalentní objekt, a to zejména ve vztahu k problematice náhradní rodinné péče a týraných dětí (2002).
V psychologii reklamy se zabýval detekcí signálu a výzkumem sledování pohybu očí při čtení reklamy (2002, 2003).
Napsal několik monografií a samostatných příruček:
- Dysthymie, aneb Lidé s temnou duší a jejich blízcí, 2022 s prof. Adamem[18]
- Maligní onemocnění, psychika a stres: příběhy pacientů s komentářem psychologa. (jako spoluautor)[19]
- Křesťanství, vztahy a sex, 2016[20], zabývá se otázkami dlouhodobé stability vztahů a rodin a doporučeními, jak překonat typické krize a zátěžové situace.
- Partneři a rozchody, 2005[21], popis fází rozchodu a souvisejících psychologických mechanismů. Vychází z disertační práce.
- Partners and breakups [anglická verze předchozí knihy][22]
- Psycholog a jeho svědectví o Kristu, 2008[23] (hlavní myšlenkou je, že Ježíš vykazuje znaky typické pro osvojené děti)
- První den ve školce a dva milióny let, které mu předcházely.[24] Příručka pro rodiče, aby nástup dítěte do školky co nejméně provázela separační reakce, jejíž následky se propisují do dospělosti v podobě patologické žárlivosti.
- Budování identity dítěte, 2008[25], probírá problémy formování identity dětí v náhradní rodinné péči.
- Nemoc a naše psychika, 2013[8], kde jsou popsány typické reakce člověka na smrtelnou chorobu. Autor zde mimo jiné vychází i vlastní zkušenosti s non-hodgkinským lymfomem, kterým trpěl v roce 2005.

Je dále autorem kapitol a příspěvků ve sbornících a monografiích.

## Kritika
Svými vyhraněnými názory a vystupováním si vysloužil řadu kritických hlasů. Vedoucí katedry psychologie Fakulty sociálních studií Masarykovy univerzity Zbyněk Vybíral jej v roce 2010 označil za médii velmi často zviditelněného českého psychologa, který v médiích znehodnocuje pověst psychologie jejím zaprodáním mediální zábavě, pro kterou název psychologie zneužívá. Jako příklad uvedl pokus provádět pro MF DNES diagnostiku Viktora Koženého na dálku.
Organizace PROUD Klimešovi udělila Duhovou anticenu bePROUD za rok 2013 za jeho dlouhodobé neprofesionální a neetické šíření nesnášenlivosti vůči gayům, lesbám a rodičům stejného pohlaví.
Rada Českomoravské psychologické společnosti (ČMPS) v roce 2019 varovala média a úřady před vyjádřeními Jeronýma Klimeše, která považuje za zjevně neodborná a neetická. ČMPS jej specificky kritizovala za vulgární, spekulativní a zcela neprofesionální vyjadřování v případě hromadné vraždy ve FN Ostrava a obecně za jeho obhajobu tělesných trestů. Úřady pak ČMPS varovala před dalším obracením se na Jeronýma Klimeše ve věcech souvisejících s řešením rodinných sporů a ochranou dětí.
Jeho výroky střídavé péči o dítě po rozchodu rodičů byly zařazeny do ankety Žblept roku portálu Stridavka.cz 2011, 2012, 2013, 2014, 2015 a 2022.
V únoru 2024 Klimeš vystoupil v České televizi v souvislosti s posílením práv osob stejného pohlaví, načež byl kritizován za výroky o gayích i za dotaz na počet sexuálních partnerů moderátorky. V rozhovoru mimo jiné uvedl, že „průměrný“ homosexuál má za život údajně 100 až 500 sexuálních partnerů. Jeho vystoupení byla označena za homofobní, Klimeš byl kritizován například Psychologickým ústavem Akademie věd České republiky, proti jeho vystoupení se vymezila také Sexuologická společnost České lékařské společnosti Jana Evangelisty Purkyně. Česká televize se od Klimešových vyjádření v rozhovoru distancovala. Klimeš se vůči kritice ohradil.